# Kocour Mikeš (opera)
Kocour Mikeš je „komická opera pro velké a malé děti“ o dvou dějstvích českého skladatele Miloše Vacka z let 1981–1982. Libreto napsala jeho manželka, herečka a spisovatelka Naděžda Gajerová (pod svým dívčím jménem Naďa Mauerová) podle pohádek o kocourovi Mikešovi napsaných a ilustrovaných malířem Josefem Ladou. Premiéru opery uvedlo 28. března 1986 Státní divadlo v Brně na scéně Janáčkova divadla.

## Vznik, charakteristika a historie
Skladatel Miloš Vacek napsal v 60. letech 20. století několik úspěšných baletů. V 80. letech se věnoval opeře – byly uvedeny přepracovaná verze jeho prvotiny Jan Želivský a nové opery Bratr Žak a Romance pro křídlovku – načež podle svých slov uvažoval nejprve o návratu k baletu. Látku našel v příbězích kocoura Mikeše, které si podle svých vzpomínek zamiloval v druhé obecné v místě svého dětství, v Kamenici nad Lipou a se kterými se důvěrně seznámil ve své práci pro televizi. Napsal: „Celou řadu let jsem spolupracoval s režisérem Josefem Klugem na šestadvacetidílném ladovském animovaném seriálu O kocouru, který mluvil. Jednou mě napadla myšlenka, že by to mohl být balet pro děti. Ale ještě tutéž minutu jsem to zavrhl a řekl jsem si: Když pan Lada naučil jako spisovatel kocoura Mikeše mluvit, tak já ho zase naučím zpívat a bude to opera pro malé i velké děti!“ Operu zároveň koncipoval jako poctu ke 100. výročí Ladova narození. Kocoura Mikeše nastudovalo brněnské divadlo roku 1986, které jím navázalo na vynikající předchozí úspěch dětské opery Ferda Mravenec Evžena Zámečníka, která zde měla premiéru roku 1977 a udržela se dlouhá léta na repertoáru.
Libreto k opeře s názvem Kocour Mikeš napsala Vackova manželka Naďa Mauerová, stejně jako k jeho třem předchozím operám. I ona se domnívala, že „Ladovo dílo svou poezií, humorem a lapidárním vyjádřením je velice inspirativní pro skladatele.“ Při práci respektovala celkovou kompoziční ideu, kterou skladatel vyjádřil takto: „Nedovedu si dost dobře představit, že by hudba k tak bytostně české látce, jako je Ladův Kocour Mikeš, nebyla jadrná, zemitá, veselá i smutná, ale hlavně prostá a navazující na lidovou českou muziku a píseň. Proto nejen ve sborových pasážích vytvořila libretistka původní verše v duchu lidových písní. Stejně tak árie, dvojzpěvy nebo ansámbly jsou zpracovány s ladovsky hřejivým humorem.“ Ladovy příběhy kocoura Mikeše jsou jen krátké příhody bez jednotící dějové linie nebo vývoje postav, což je překážka, kterou epizodické libreto Nadi Mauerové překonává jen zčásti. Josef Pávek v recenzi pro Rudé právo ocenil spisovatelčino libreto „se smyslem pro strukturu tradičního typu. Výsledkem je ladovsky laděné jevištní dílo o zvířátkách a o dětech pro děti, s účinným střídáním humorných a lyrických pasáží.“ Muzikolog Jiří Fukač v recenzi pro Hudební rozhledy však upozorňoval, že libreto „sice vybízí ke scénické traktaci formou féerie, nicméně přílišnou dějovostí neoplývá. […] [Autoři opery] Namísto dramatičnosti akcentují tedy ustavičně idyličnost, místo konfliktů nabízejí vystupňovanou slavnostnost, s humorem tu vlastně kontrastuje pouze lyrika. […] Vlastně si nakonec klademe otázku, zda jsem opravdu ve světě pohádky, který vedle náladotvornosti oplývá i absurditami, konflikty a pořádnými horrory.“ Výsledný příznivý účinek inscenace přičítal zejména nápadité režii, jež tyto nedostatky zčásti překonávala.
Předchozím Vackovým operám kritika občas vytýkala příliš tradiční a na melodii zaměřenou hudbu, což se však v případě opery pro děti ukázalo předností, přinejmenším ve vztahu k přijetí dětským obecenstvem. Pávek považoval Vackův nápad na mikešovskou operu za skvělý „především vzhledem k Vackově hudební řeči melodicky bohaté, obsahově sdělné a rytmicky výrazné, se zřetelnými lidovými prvky, leckdy autenticky citovanými, řeči jako stvořené pro tento po mnohé stránce lákavý, zároveň však i náročný specifický hudební žánr.“ Fukač měl opět výhrady. Vacek byl podle něj sice „pro takový pokus přímo předurčen svou košatou baletní, muzikálovou a televizní tvorbou“ a recenzent s jistou rezervou uznával i Vackův záměr: „Šlo mu o jednoduchost, přístupnost a zabydlenost ve stylových a žánrových obratech české muziky.“ Kritizoval však stereotypnost některých hudebních postupů a zejména to, že „pěvecké party jsou koncipovány jako kratičké popěvky“. Srovnával ji nepříznivě s vrcholy české poválečné dětské opery, mezi něž řadil Pauerova Žvanivého slimejše a Zámečníkova Ferdu Mravence. Tázal se, „zda je takový typ dětské opery divadlem, které by plnilo funkci vstupu do světa skutečné opery, kde vládnou přece jen jiné relace a kde je vše […] vnímatelsky mnohem náročnější […] zda se hudba má či nemá odpoutat od hudebně dramatické individualizovanosti vyjádření, zda je pro ni na scéně únosné, aby plnila především funkce náladotvorného činitele a krásného zvukového doplňku, zda má příklon k hudební mateřštině uskutečňovat exploatací typizovaných vzorců, nebo naopak jejich ozvláštňováním, atd.“
Brněnské nastudování v režii Václava Věžníka a s účastní i členů baletního a činoherního souboru bylo vynikající a opera měla úspěch, hrála se vícero sezón a dosáhla několika desítek repríz (což bylo u soudobých oper výjimkou). Kritika dosvědčovala i živé reakce dětského publika a to, že „inscenace zabrala“. Zachoval se i televizní záznam Vackova Kocoura Mikeše, který Československá televize vysílala poprvé 10. ledna 1988.
Jiná divadla však Kocoura Mikeše neuvedla. Samostatně vydán (již roku 1984) byl dětský sbor Ladovské vánoce, upravený ze závěru opery, stejně jako cyklus snadných skladeb pro klavír „Ladův rok“ z téhož roku.

## Osoby a první obsazení
| osoba                                                                                                 | hlasový obor  | premiéra (28. března 1986)                    |
| --- | ------------- | --------------------------------------------- |
| Kocour Mikeš                                                                                          | tenor         | Jiří Holešovský                               |
| Čuník Pašík                                                                                           | tenor         | Josef Veverka                                 |
| Kozel Bobeš                                                                                           | bas           | Stanislav Bechynský                           |
| Pepík Ševců                                                                                           | tenor         | Vladimír Chmelo                               |
| Franta Kuldanů                                                                                        | tenor         | Zoltán Korda                                  |
| Nácíček                                                                                               | dětský soprán | Rostislav Ištvan / Jan Jurka / Jaroslav Mašek |
| Babička                                                                                               | alt           | Anna Barová                                   |
| Slouha                                                                                                | baryton       | Jan Hladík / Richard Novák                    |
| Principál Kludský                                                                                     | bas           | Václav Halíř                                  |
| Oluška                                                                                                | taneční role  | Alena Hrouzková / Ivana Sedláčková            |
| Klaun Švejda                                                                                          | baryton       | Richard Haan / Pavel Stejskal                 |
| Opice Kačaba                                                                                          | taneční role  | Eva Miková / Olga Schniererová                |
| Paní učitelka                                                                                         | mezzosoprán   | Jarmila Krátká-Chlubná                        |
| Hostinská                                                                                             | soprán        | Zdenka Kareninová / Milada Šafránková         |
| Pán s motocyklem                                                                                      | bas           | Vladimír Krejčík                              |
| Kramář s krosnou                                                                                      | tenor         | Luděk Peška / Josef Škrobánek                 |
| Babka                                                                                                 | soprán        | Lubomíra Sonková ml.                          |
| Dědek                                                                                                 | tenor         | Bohumír Kurfürst / Luděk Peška                |
| Fotoreportér                                                                                          | mluvená role  | Jiří Bakala                                   |
| Novinář                                                                                               | tenor         | Josef Škrobánek                               |
| Tanečnice                                                                                             | taneční role  | Ivana Fišerová, Zdena Dufková                 |
| Klauni                                                                                                | taneční role  | Emanuel Fišer, Pavel Prokeš                   |
| Lev                                                                                                   | taneční role  | Jaroslav Šimek                                |
| Slon                                                                                                  | taneční role  | František Dofek / Jiří Šimek                  |
| Artisté                                                                                               | taneční role  | Juraj Dubovec, Pavel Trčka                    |
| Kramářky na pouti; vesničané, kramáři, děti, hoši a děvčata, tetky a strejcové, báby, dědci, novináři |               |                                               |
| Dirigent: Jan Zbavitel                                                                                |               |                                               |
| Režie: Václav Věžník                                                                                  |               |                                               |
| Scéna: Tomáš Moravec                                                                                  |               |                                               |
| Kostýmy: Jitka Moravcová                                                                              |               |                                               |
| Choreografie: Rudolf Karhánek                                                                         |               |                                               |

## Děj opery

### 1. dějství
Opera začíná tím, že mluvící kocour Mikeš představuje ves Hrusice a hlavní postavy příběhu: své kamarády vepře Pašíka a kozla Bobeše, místní kluky a příležitostné pasáčky Pepíka Ševců (autobiografická postava mladého Josefa Lady) a Frantu Kuldanů, jakož i babičku, u které zvířátka žijí.
V blízkém městečku Mnichovice se koná pouť, na níž má být mnoho stánků s dárky a dobrotami a na níž vystupuje i slavný cirkus Kludský. Pepík Ševců a Franta Kuldanů sice mají být na pastvě, ale neodolají a utečou do Mnichovic. I Mikeš a Pašík se tam vypraví a pro případ, že by potřebovali něco přepravit zpět domů, s sebou vezmou babiččin trakař. Jen nerudný Bobeš zůstává doma.
Na pouti odloží Mikeš a Pašík trakař u hospody. Jakýsi pán, který přijel na pouť pro „turecký med“, si vedle něj odstaví svůj motocykl, ale místo k cukrovinkám míří rovnou do hospody. Na návsi je stále živo a i zvířátka se zájmem poslouchají vyvolávání principála Kludského, který zve na návštěvu cirkusu. Na to však Mikeš a Pašík nemají čas ani peníze, jdou jen nakoupit dárky pro babičku, pro Mikeše foukací harmoniku a pro Pašíka frkačku (kterou však vepř vzápětí nedopatřením spolkne). Pepíkovi se mezitím udělalo nevolno, údajně z okurkového láku, který ho nechala vypít jedna ze stánkařek. Schoulí se na trakař a usne. Motocyklista se vypotácí z hospody a v podroušení si splete svůj stroj s trakařem, který i s Pepíkem odtlačí pryč. Mikešovi a Pašíkovi nezbude než spokojit se pro cestu zpět do Hrusic s osiřelým motocyklem.
Když dorazí domů, dostanou vyhubováno od babičky, protože taková rachotina se pro účely odvážení požnuté trávy trakaři nevyrovná. Zvířátka zachrání to, že se vzápětí objeví pán z pouti a vymění trakař s Pepíkem zpět za svůj motocykl. Již se smráká, všichni se vracejí domů a ponocný vytrubuje noční klid.
Ráno je Pepíkovi stále zle a Mikeš ho zastoupí ve škole. Kocourkovi se tam vede i líbí patrně více než Pepíkovi. Když se vrátí domů, požádá ho babička, aby jí přinesl ze sklepa krajáč se smetanou. Mikeš jí jde vyhovět, při cestě zpět však na schodech uklouzne a krajáč rozbije. Vyděsí se z očekávaného babiččina trestu, a tak rychle sbalí svůj cestovní uzlíček a utíká z domu. Na cestu ho vyprovází ohromná bouře.

### 2. dějství
Mikeš na cestě z Hrusic narazí na odjíždějící cirkus a setká se s principálem Kludským, tanečnicí Oluškou a klaunem Švejdou. Když cirkusáci zjistí, že kocour umí mluvit a že je na útěku, nabídnou mu, aby se přidal k cirkusu a cestoval s nimi.
Doma v Hrusicích zatím zvířátka i babička smutní po zmizelém Mikešovi. Pepík si přinese domů nové koťátko, které pojmenuje Nácíček a ze kterého chce vychovat stejně chytrého kocourka, jako byl Mikeš – což se však ukazuje jako velmi namáhavá práce. Tu dostane kozel Bobeš psaní od ztraceného Mikeše: v něm mu píše, že je u cirkusu, který brzy pojede kolem Hrusic, a že se těší na shledání s přáteli. Všichni mu připravují slavnostní uvítání, Mikešovy hříšky jsou zapomenuty.
Mikeš se vrátí, a i když slavnost nedopadne přesně podle Bobešových a Pašíkových představ, všichni jsou šťastní. Kocour jim z cest všem přivezl dárky, mezi nimi zbrusu nový krásný krajáč pro babičku. Ale Mikeš v Hrusicích dlouho nepobude; zastihne ho zde zoufalý dopis od Olušky. Principál je v nemocnici a cirkusu se bez něj daří velmi špatně. Mikeš se vrací, aby cirkusákům pomohl, a bere Bobše a Pašíka s sebou. I Franta Kuldanů jde s nimi, ale Pepík musí zůstat doma, aby se vyučoval nenáviděné ševcovině, přestože ho nejvíce baví kreslení. Mikeš a jeho přátelé mají nový cíl: vydělat v cirkusu tolik peněz, aby mohli Pepíkovi zaplatit malířské studium.
Mluvící kocour a kocour s vepříkem, kteří umějí nejrůznější kousky, cirkusu pomohou opět na nohy. Ale hrusickým kamarádům se začíná stýskat po domově. A protože rok se chýlí ke konci a cirkus je zazimován, velí Mikeš k návratu. 
Do Hrusic se zvířátka s Frantou vracejí právě na Vánoce. Celé vesnici panuje tichá vánoční nálada, v podvečer obcházejí chalupy koledníci v čele s Nácíčkem, a když se setmí, poletují nad vesnicí sněhové vločky a do ticha zaznívají teskné tóny ponocného trouby.

## Instrumentace
Tři flétny, dva hoboje, dva klarinety, dva fagoty; čtyři lesní rohy, tři trubky, čtyři pozouny, tuba; tympány, bicí souprava, xylofon, celesta; akordeon, harmonika; harfa; dudy; smyčcové nástroje (housle, violy, violoncella, kontrabasy).